# إغناتس زايبل
إغناتس زايبل (بالألمانية: Ignaz Seipel) ـ (19 يوليو 1876 ـ 2 أغسطس 1932) هو رجل دين وسياسي نمساوي، كان ينتمي إلى الحزب الاجتماعي المسيحي. شغل منصب المستشار الاتحادي للبلاد مرتين أثناء حقبة العشرينيات من القرن العشرين، كانت الأولى في الفترة من 31 مايو 1922 إلى 20 نوفمبر 1924 والثانية من 20 أكتوبر 1926 إلى 4 مايو 1929. كما شغل منصب وزير الخارجية مرتين: الأولى أثناء مستشاريته الثانية في الفترة من من 20 أكتوبر 1926 إلى 4 مايو 1929، والثانية لفترة وجيزة من 30 سبتمبر 1930 إلى 4 ديسمبر 1930.

## روابط خارجية
- إغناتس زايبل على موقع الموسوعة البريطانية (الإنجليزية)